# 秘鲁中餐

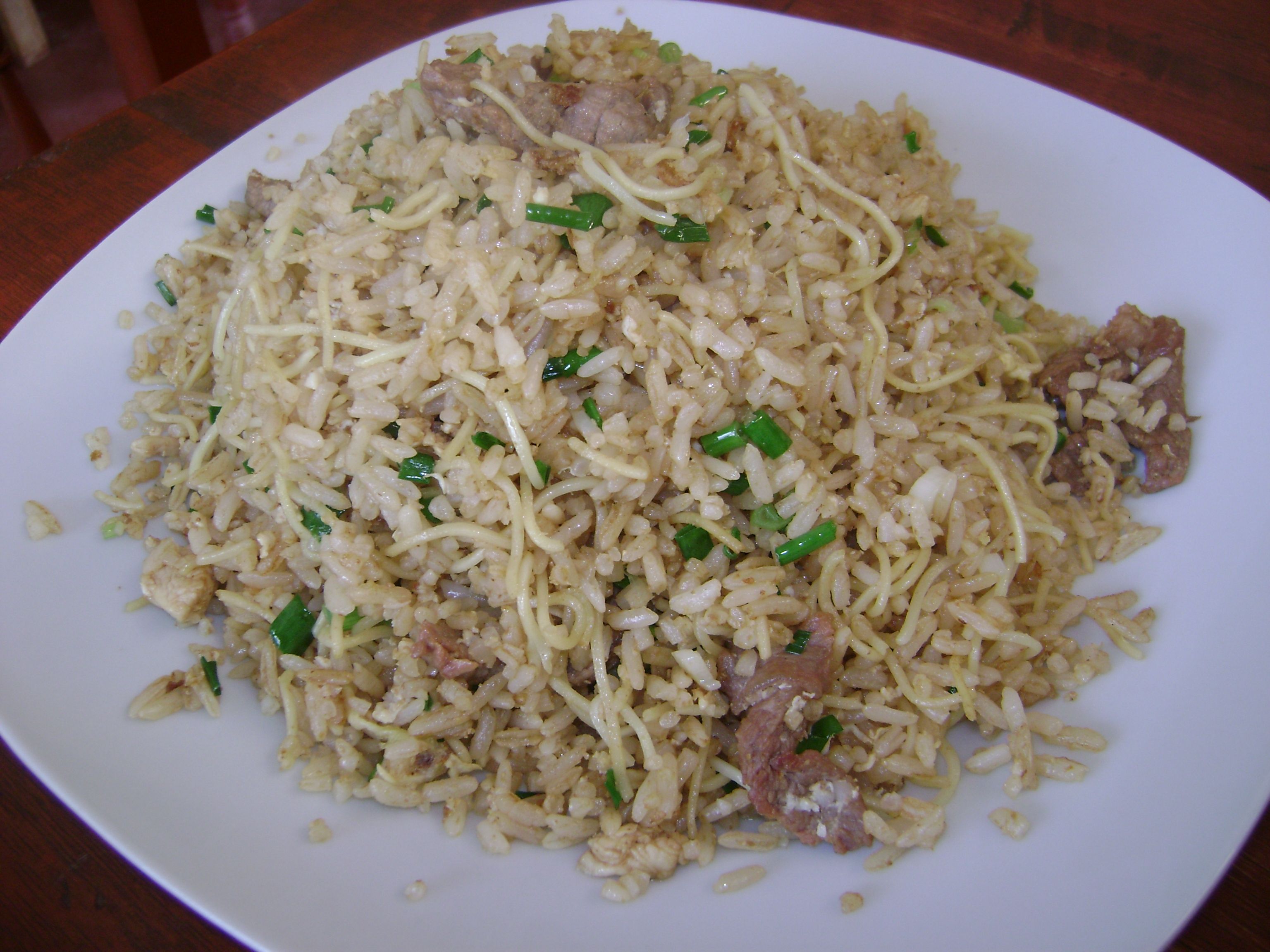
Chaufa de carne（菜肉炒饭）

秘鲁中餐（西班牙語：chifa）是秘鲁华人的飲食文化，以中式烹調方法為基石，融合了多地的烹飪所長和飲食風俗。

## 历史
秘鲁中餐是基於中餐、並融合西班牙、印加人的飲食文化而成。在19世纪中后叶，华人赴約前往秘鲁工作，成为华工，部分人成为家庭佣人，他们广泛地出现在该国城乡地区，并以任劳任怨、善于烹饪而受到当地雇主的喜爱:56-58，在1860年代，中餐馆开始出现在秘鲁的一些大城市，其出售的菜品价格便宜，多吸引当地低收入的市民前往就食，而中餐也因此被在当时秘鲁主流社会视为廉价低端的食物。因为与欧裔、印加人杂居，当地民众的飲食習慣也逐渐融合進华人的日常生活，并衍生了洛莫·薩塔多、搅拌菜等具有秘鲁在地特色的菜品:58。而改良的中餐亦已经成为秘鲁民众日常饮食不可少的一部分:27-29。

## 種類
下列是一些著名菜色：
- Arroz chaufa（炒飯）[4]:28
- Wantán frito（油炸馄饨）
- Sopa wantán（馄饨汤）[5][6]